# 扎爾卡因區
51°08′24″N 66°18′36″E / 51.14000°N 66.31000°E

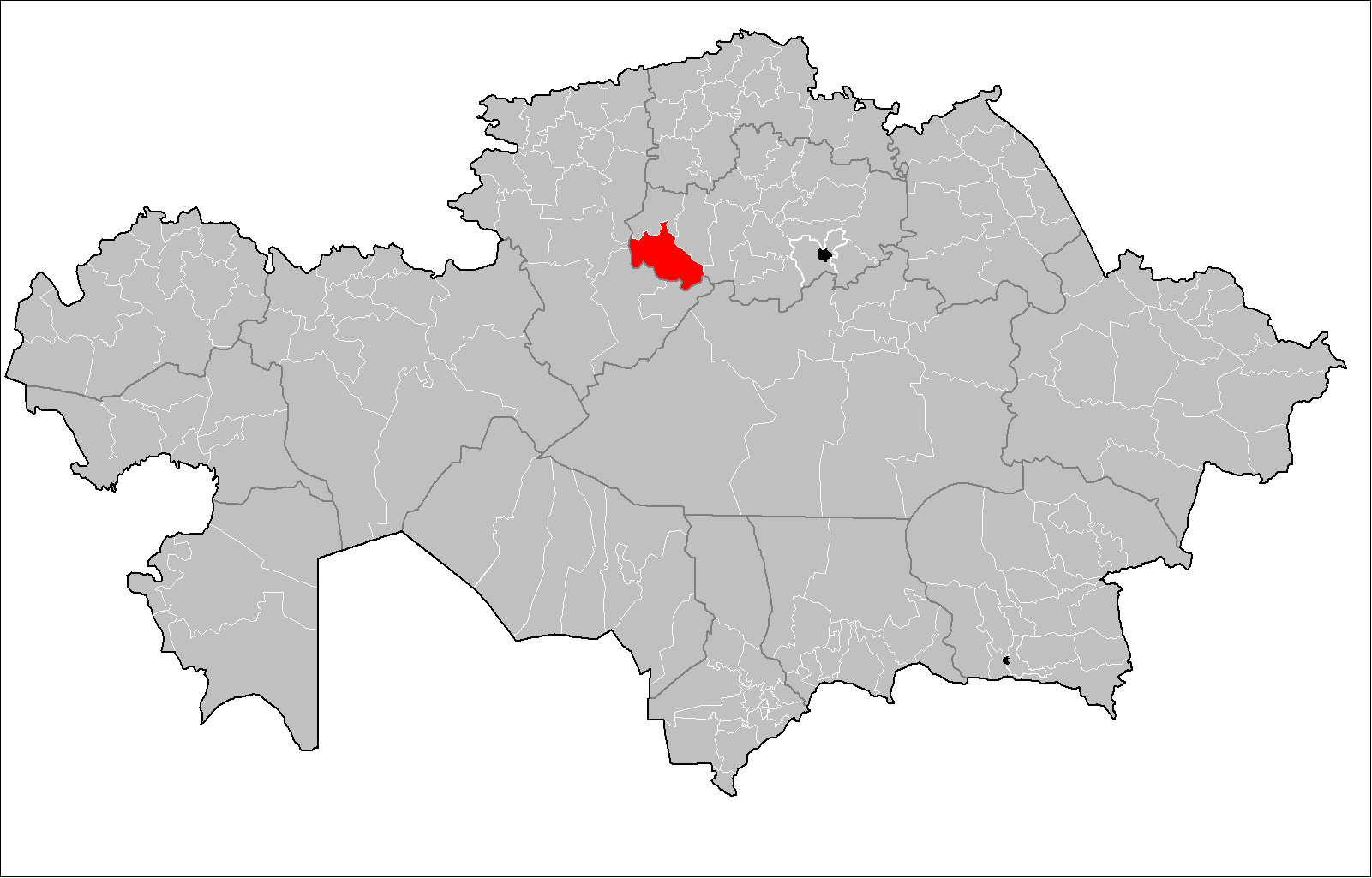

扎爾卡因區是哈薩克斯坦的行政區，位於該國北部，由阿克莫拉州負責管轄，首府設於捷扎文斯克，始建於1955年，面積12,100平方公里，2013年人口15,041。